# شهرستان شاستا (کالیفرنیا)
شهرستان شاستا شهرستانی در قسمت شمالی آمریکا، ایالت کالیفرنیا می‌باشد. مطابق با سرشماری سال ۲۰۰۰ جمعیت آن برابر با ۱۶۳٬۲۵۶ نفر می‌باشد و بخشداری آن ردینگ است.
مناطق توریستی شهرستان شاستا شامل پارک لاسن، دریاچه شاستا، پارک ملی آتشفشانی لاسن و پل ساندایل می‌باشد.